# Marco Iermanò
Marco Iermanò (Locri, 9 febbraio 1988) è un attore italiano.

## Biografia
Nato a Locri (RC) studia con l'attrice Gisella Burinato.
Debutta al cinema ventunenne nel film Baarìa di Giuseppe Tornatore, dove interpreta Pietro, figlio di Peppino (Francesco Scianna). Lo stesso anno è uno dei protagonisti nel film Il grande sogno di Michele Placido nel ruolo di Andrea, accanto a Jasmine Trinca e Riccardo Scamarcio. Entrambi i film partecipano alla 66ª Mostra internazionale d'arte cinematografica di Venezia. Riceve per Il grande sogno il premio di attore emergente al 19° Chieti film festival. Nel 2009 è nel cast de La prima linea di Renato De Maria nel ruolo di Willy giovane militante ucciso dai suoi stessi compagni interpretati da Giovanna Mezzogiorno e Riccardo Scamarcio. Nel 2010 interpreta Giuseppe, figlio di un pugliese emigrato a Torino, nel film tv per la RAI Mia madre di Ricky Tognazzi.
Nel 2011 interpreta Antonio nel film Cavalli di Michele Rho con Vinicio Marchioni in concorso alla 68ª Mostra internazionale d'arte cinematografica di Venezia.
Una decina di anni più tardi, nel 2020, realizza da regista Costellazioni d'autunno, il primo corto italiano distribuito da Prime Video. 
Nel 2021 dirige "Documento" evento speciale al Giffoni Film Festival  50 Plus racconto di una scuola della periferia romana che vince il premio Rai Cinema Channel.
Nel 2024 riceve al Campidoglio dal Comune di Roma il Premio Energie per Roma 2024 promosso dall'Istituto di Cultura Europeo EUNIC per il suo impegno nella diffusione della cultura nella capitale italiana per il docu-film "Documento".
Lo stesso anno è nel cast di Diva Futura in concorso alla 81 mostra d'arte cinematografica di Venezia.

## Filmografia

### Cinema
- Baarìa, regia di Giuseppe Tornatore (2009)
- Il grande sogno, regia di Michele Placido (2009)
- La prima linea, regia di Renato De Maria (2009)
- Cavalli, regia di Michele Rho (2011)
- I sette vizi della capitale, regia di Chiara Bove - cortometraggio (2012)
- Maraviglioso Boccaccio, regia di Paolo e Vittorio Taviani (2015)
- La lotta, regia di Marco Bellocchio - cortometraggio (2016)
- Lo scoglio del leone, regia di Rosario Scandurra (2020)
- Diva Futura, regia di Giulia Louise Steigerwalt (2024)

### Televisione
- R.I.S. 5 - Delitti imperfetti, regia di Fabio Tagliavia - serie TV, episodio 5x05 (2009)
- Squadra antimafia - Palermo oggi 4 - serie TV, episodi 4x03 e 4x05 (2012)
- Mia madre, regia di Ricky Tognazzi (2010)
- Le ali, regia di Andrea Porporati (2008)

### Pubblicità
- Spot Enel Attimi, protagonista campagna 2012

### Regia
- Costellazioni d'autunno cortometraggio (2019)

- Documento documentario (2021)